# Chevrens
Chevrens est un hameau de la commune d'Anières à Genève en Suisse

## Description
L'organisation du village est typique des villages agricoles genevois traditionnels, avec un habitat regroupé et disposé de façon contigüe.

## Eléments historiques
Des sépultures et des tombes en dalles de molasse datant des IVe et Ve siècles ont été identifiées au lieudit Les Féclets. Le hameau dépend au XVIe siècle de la paroisse d'Anières. Après les guerres de Kappel, premières guerres de religion en Europe, le duché de Savoie incorpore ce territoire lors du traité de Lausanne de 1564. Anières et Chevrens sont alors rattachées à Corsier. Puis, depuis 1816, Anières, Chevrens et Bassy font partie du canton de Genève. Le village perd ensuite au XXe siècle sa vocation agricole, pour devenir résidentiel, tout en conservant trois exploitations viti-agricole.